# Moltke (Adelsgeschlecht)

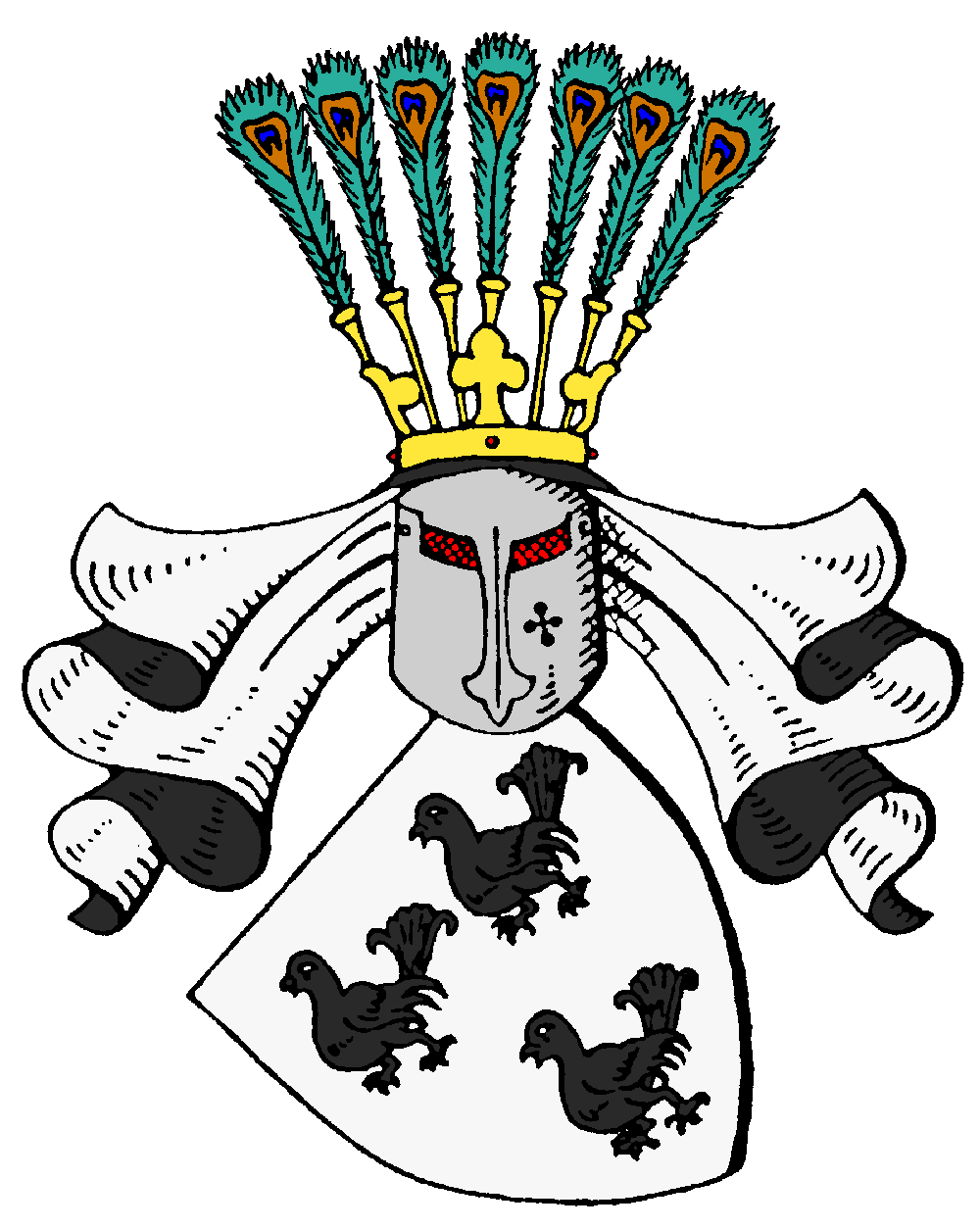
Stammwappen derer von Moltke

Moltke ist der Name eines alten mecklenburgischen Adelsgeschlechts, das sich seit dem 18. Jahrhundert auch in mehreren Linien in Dänemark verbreitete.

## Geschichte

### Ursprünge
Die von Moltke gehören zum mecklenburgischen Uradel. Das Geschlecht erscheint urkundlich zuerst am 19. September 1254 in Wismar mit den Gebrüdern und Rittern Fridericus Meltiko, miles und Johannes Moltike als Gefolgsleuten Johanns I. von Mecklenburg. Die Stammreihe beginnt mit dem genannten Friedrich. Der Familienname leitet sich höchstwahrscheinlich vom Dorf Moltow (mnd. Moltekowe, heute zu Hohen Viecheln gehörig, südlich von Wismar gelegen) ab. Orts- und Familienname tragen gemeinsam die slawische Wurzel Moltek, das eine Verkleinerung von mlatu, der Hammer sein soll, nach anderer Ansicht ein Ausdruck für Birkhuhn, das Wappentier des Geschlechts. Stammverwandt mit den Moltkes waren die Familien Berkhahn und Karin.

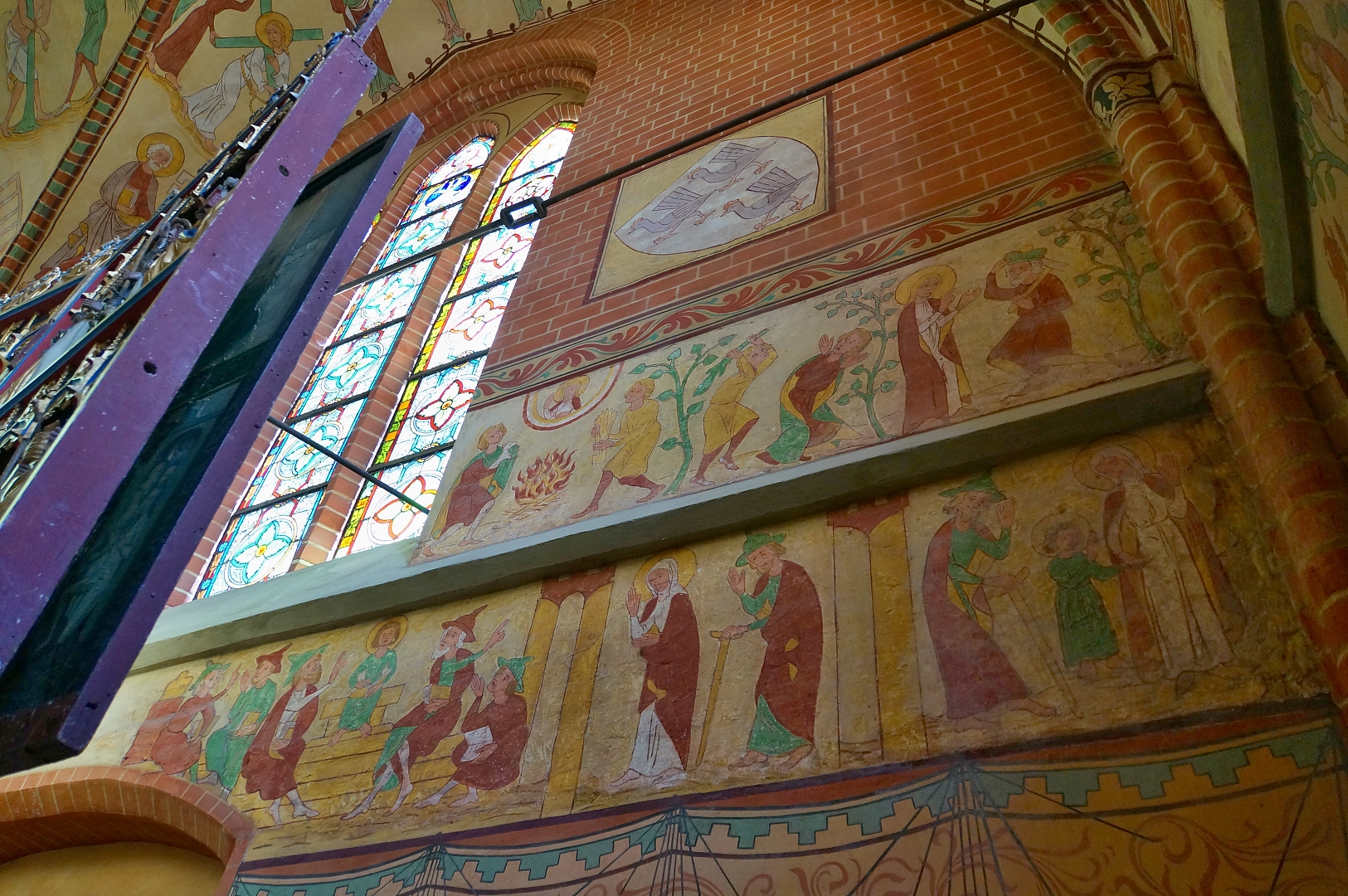
Mittelalterliche Wandmalerei im Chor der Dorfkirche Toitenwinkel, oben das Moltke-Wappen

In der zweiten Hälfte des 13. Jahrhunderts wanderten die Moltkes aus der Herrschaft Mecklenburg in die benachbarte Herrschaft Rostock ab, wo sie rasch zum führenden Adelsgeschlecht aufstiegen. Johann Moltke in Toitenwinkel (1271/1309) war Truchsess Waldemars von Rostock und führte nach dessen Tod faktisch die Vormundsgeschäfte für die unmündigen Söhne des Landesherrn. Im Gebiet der Herrschaft Rostock erwarben die Moltkes in der Folge zahlreiche Güter. Am 27. Dezember 1280 sind sie Mitunterzeichner Ribnitzer Urkunden und 1295 ist Johannis de Moltke Pfarrer der Ribnitzer Stadtkirche. Amalie Eleonore von Moltke ist 1756–1777 Domina des Klarissenklosters Ribnitz.
Im frühen 14. Jahrhundert wurden die Ritter Moltke auf der Burg Strietfeld erwähnt (heute zu Lühburg gehörig und ein Vorwerk des Gutes Dalwitz), der Burg Toitenwinkel (bis 1679, zahlreiche Grabsteine und Epitaphien befinden sich in der Dorfkirche Toitenwinkel), in Detershagen, Plennin, in Klein Belitz mit Neukirchen, in Wokrent (heute zu Jürgenshagen) sowie in Wendischhagen (heute zu Malchin gehörig), seit dem 15. Jahrhundert bis 1786 auf Samow, von 1545 bis 1816 auf Schorssow, auf Walkendorf (17. Jh. bis 1830), seit Mitte des 17. Jahrhunderts auf Bülow (bis 1816).
Eine wesentliche Etappe beim Aufstieg der Familie Moltke war das Bündnis Johann Moltkes in Toitenwinkel (1271/1309) mit dem dänischen König Erich VI., in dessen Folge die Herrschaft Rostock ein dänisches Lehen wurde, die Moltkes aber als dänische Kriegsunternehmer reichlich dafür entlohnt wurden. Nachdem die Herrschaft Rostock an Mecklenburg gefallen war, setzten die Moltkes der Linie Strietfeld unter Heinrich II., Albrecht II. und Albrecht III. von Mecklenburg ihre Kriegsunternehmertätigkeit fort und bauten mit den daraus erzielten Gewinnen den Strietfelder Besitzkomplex zu einem der größten Mecklenburgs aus. Auf Basis dieses Besitzkomplexes gingen im Spätmittelalter zahlreiche landesherrliche Räte aus der Familie hervor. Außerdem befanden sich im 14. Jahrhundert die mecklenburgischen Vogteien Ribnitz, Tessin, Gnoien, Strelitz und Boizenburg zeitweilig im Pfand- bzw. Lehnsbesitz der Familie.
Noch Mitte des 18. Jahrhunderts hatten verschiedene Zweige derer von Moltke bedeutenden Grundbesitz inne. Der 1727 geborene Eberhard Friedrich Ehrenreich von Moltke als Provisor des Klosters Ribnitz und ritterschaftlicher Deputierter des Amtes Gnoien besaß Walkendorf, Burg Strietfeld, Friedrichsdorf, Dorotheenwalde, Schorssow, Ziddorf, Tessenow und Bülow. Danach nahm der Besitz aber mehr und mehr ab und zu Beginn des 20. Jahrhunderts hatten die von Moltke in der Ribnitzer Gegend kaum mehr nennenswerten Grundbesitz.

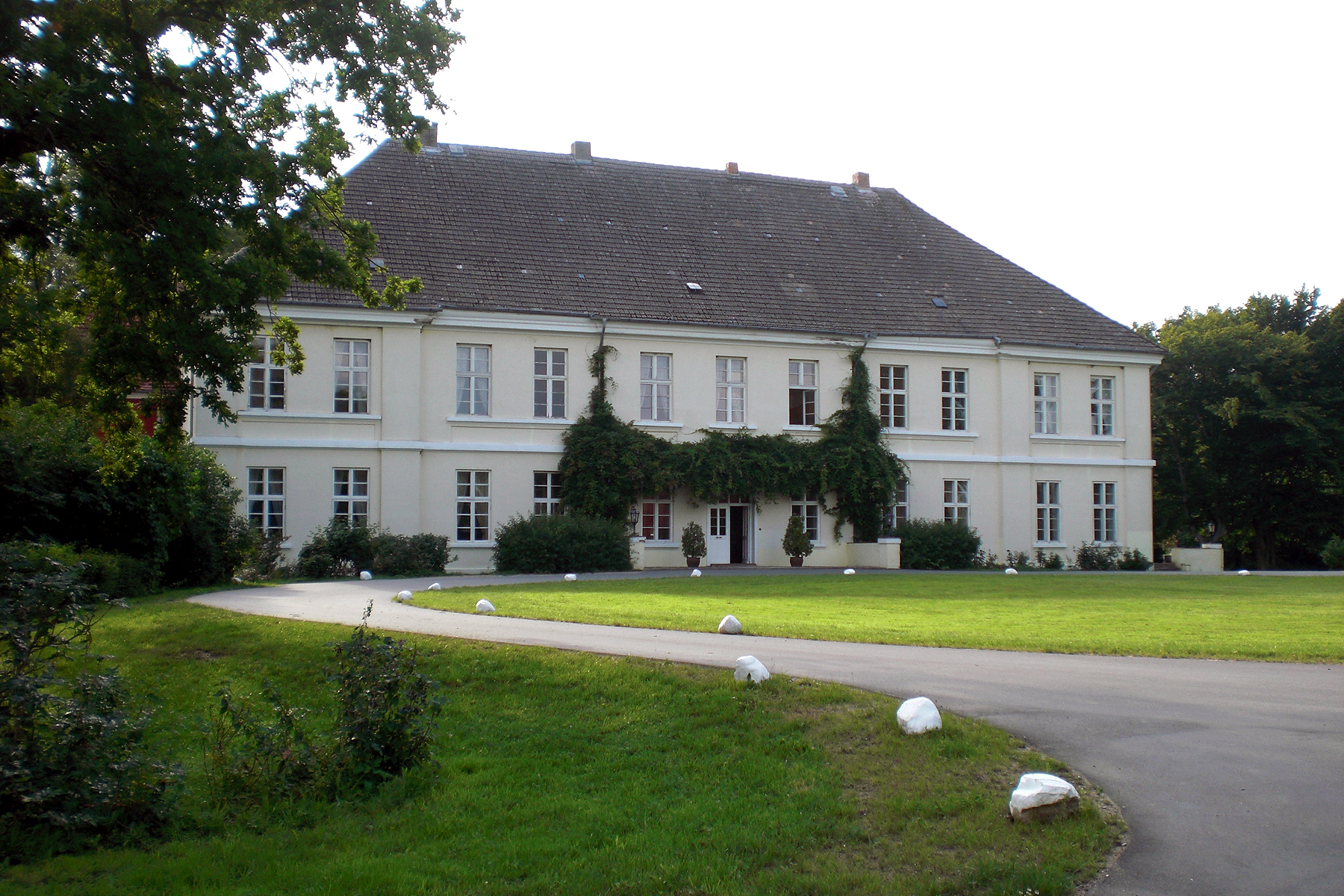
Samow
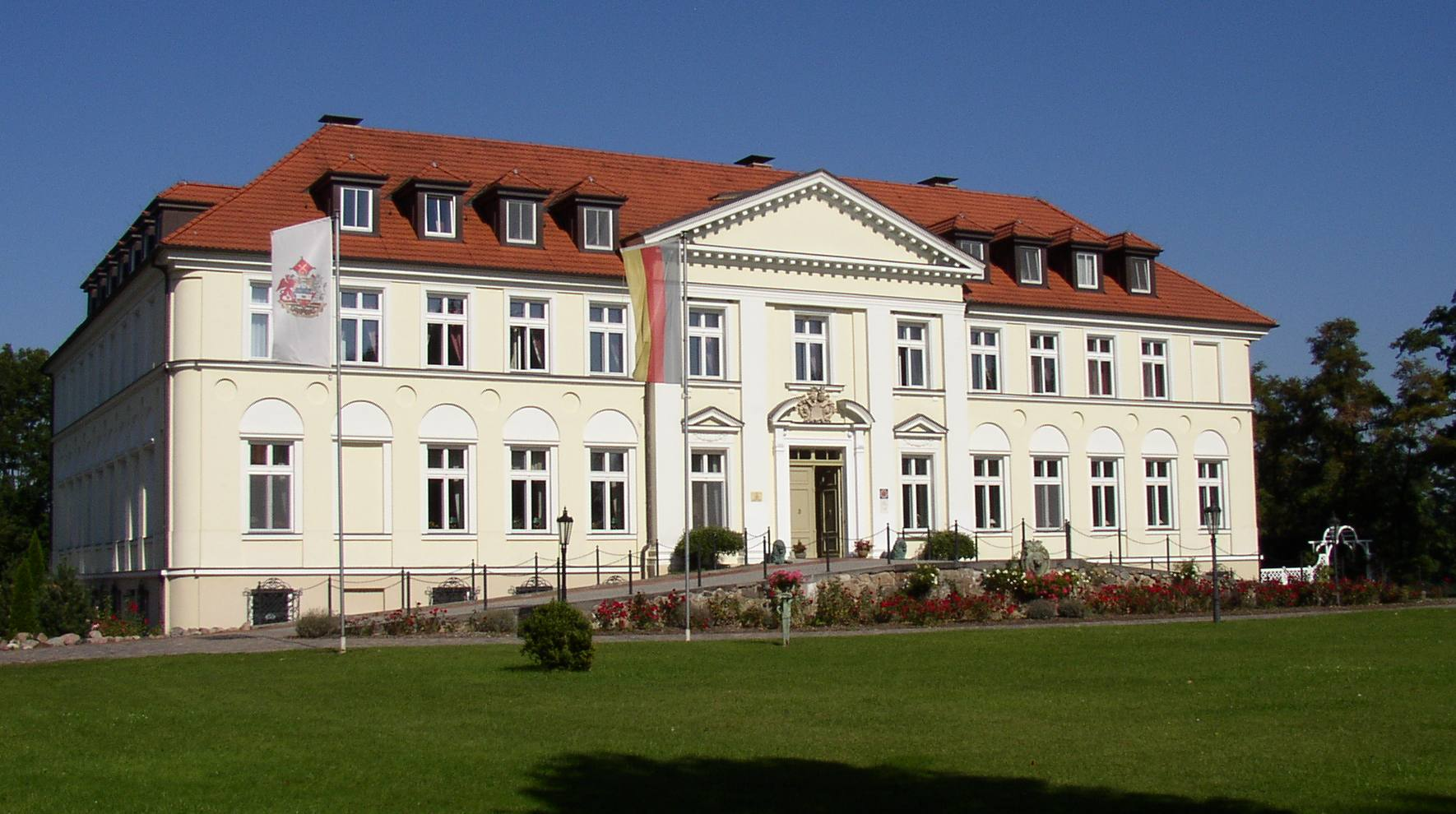
Schorssow
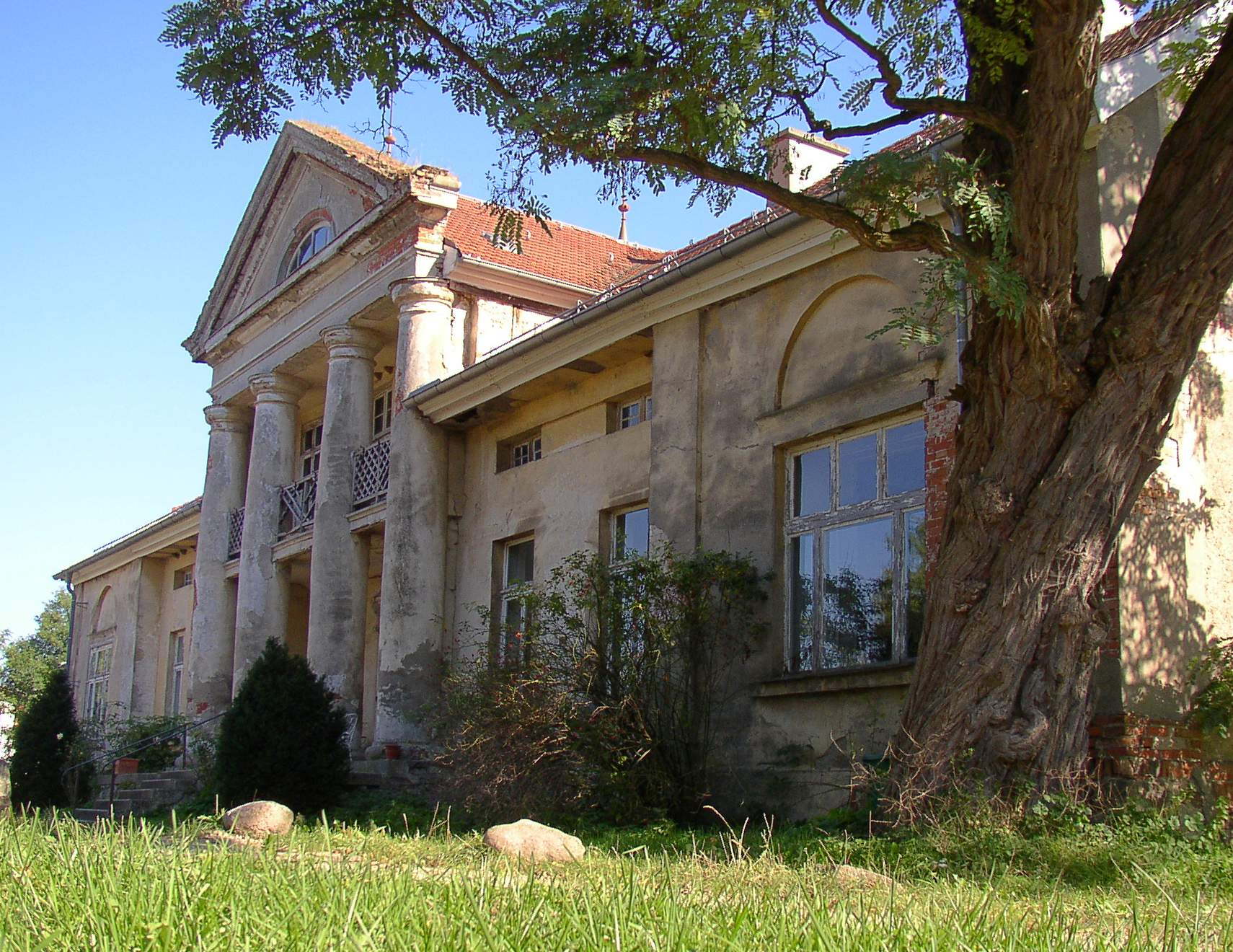
Bülow

Im Einschreibebuch des Klosters Dobbertin befinden sich 16 Eintragungen von Töchtern der Familie von Moltke von 1696 bis 1863 aus Walkendorf, Schorssow und Samow zur Aufnahme in das dortige adelige Damenstift.
Im 14. Jahrhundert waren die Moltkes auch im Fürstentum Rügen und den Königreichen Dänemark und Schweden ansässig und kamen dort zu großen Ehren. Unter Albrecht III. von Mecklenburg gelangte die Familie mit Johann Moltke (1366/89) nach Schweden, doch fiel dieser 1389 in der Schlacht bei Falköping.
Der mecklenburgische Stamm breitete sich nach und nach immer weiter aus, gelangte zu großem Grundbesitz, unter anderem dem Gut auf der Halbinsel Wustrow und verzweigte sich später erneut nach Dänemark, Schleswig-Holstein, Pommern, ferner nach Preußen, Thüringen, Württemberg, Bayern und Österreich.
Der Familie entstammten zahlreiche Offiziere, darunter die beiden preußischen Generalstabschefs Helmuth Karl Bernhard von Moltke († 1891) und Helmuth Johannes Ludwig von Moltke († 1916).

### Linie Kreisau
Der preußische Generalfeldmarschall Helmuth Graf von Moltke, als Chef des Großen Generalstabs und kommandierender Truppenführer maßgeblich am preußischen Sieg im Preußisch-Österreichischen Krieg von 1866 und im Deutsch-Französischen Krieg von 1871 beteiligt, entstammte dem Zweig Samow. Er erwarb das Gut Kreisau in Niederschlesien als Alterssitz. Er wurde am 28. Oktober 1870 in den erblichen preußischen Grafenstand erhoben.
Sein Urgroßneffe Helmuth James Graf von Moltke war einer der führenden Köpfe der Widerstandsgruppe Kreisauer Kreis und wurde im Dritten Reich 1945 als Widerstandskämpfer hingerichtet.
Helmuth von Moltke (1848–1916), genannt Moltke der Jüngere, preußischer Generaloberst und Chef des Großen Generalstabs im Ersten Weltkrieg, war kein Nachfahre Helmuths des Älteren, sondern ein Sohn von dessen Bruder Adolf von Moltke, ebenfalls aus dem Zweig Samow.

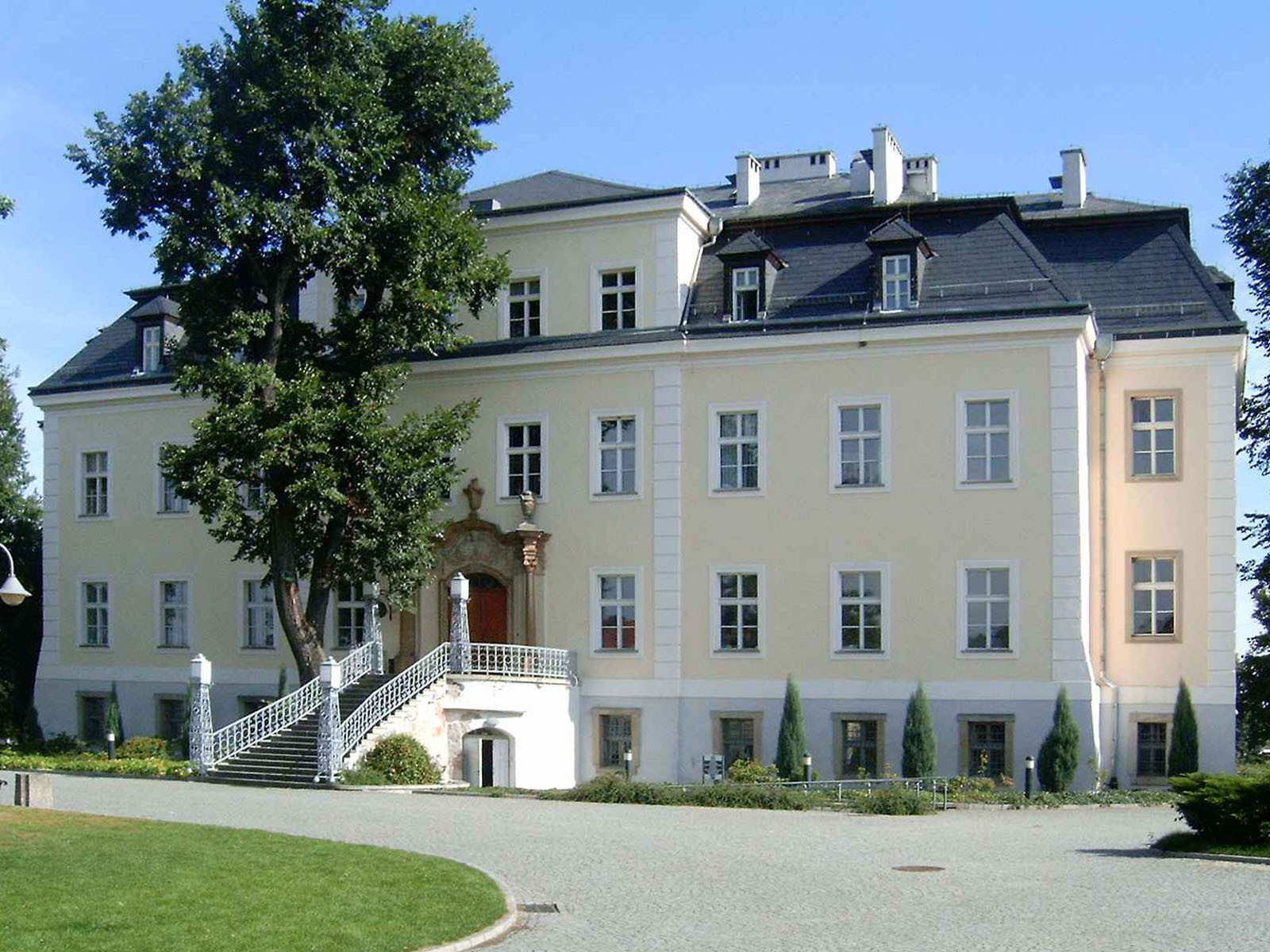
Schloss Kreisau, Niederschlesien
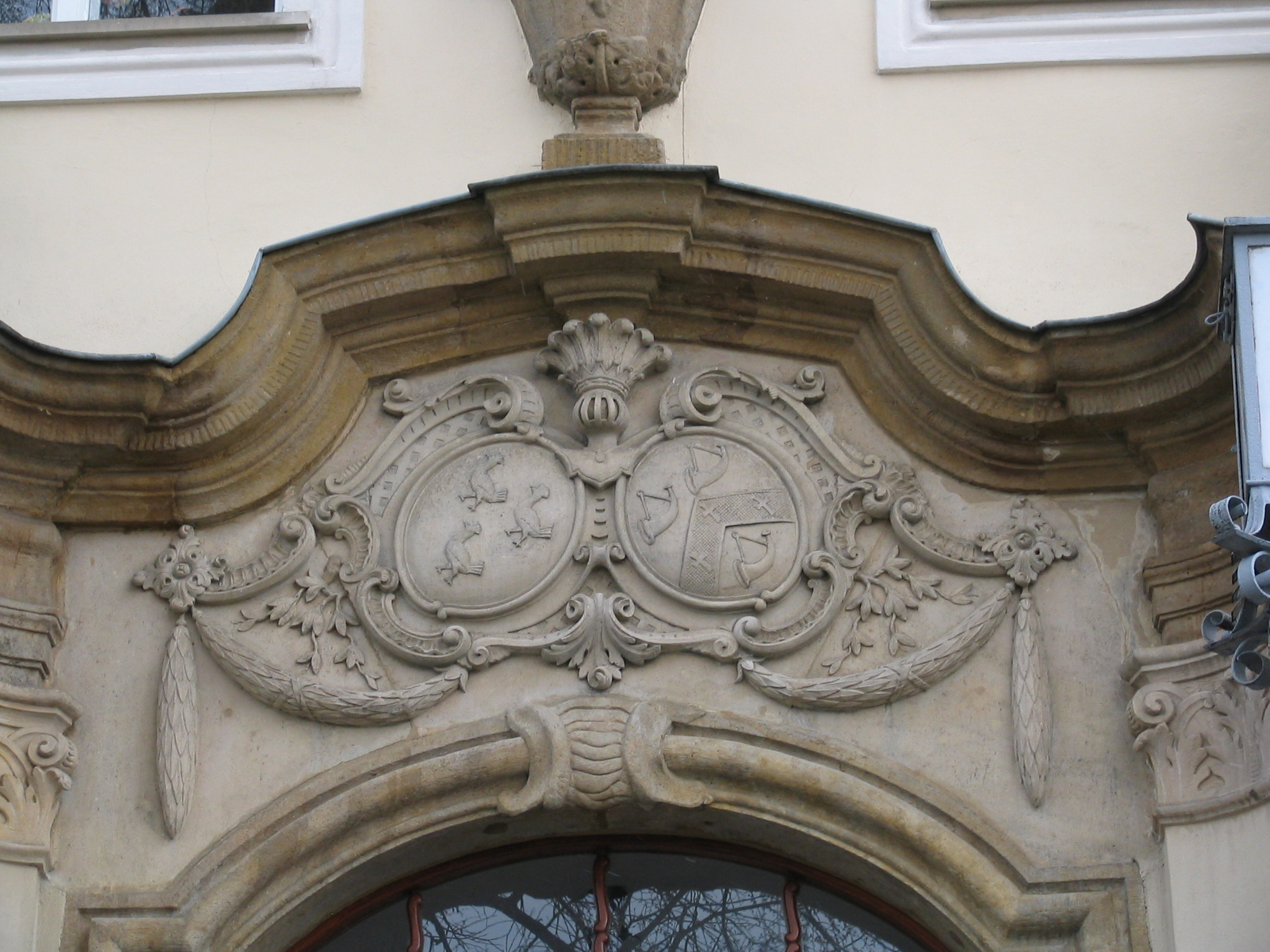
Allianzwappen derer von Moltke (links) und Burt über dem Portal von Schloss Kreisau
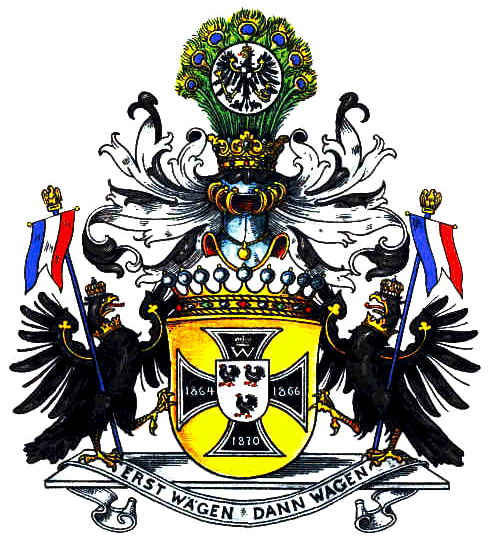
Wappen der Grafen von Moltke-Kreisau

### Dänische Linien

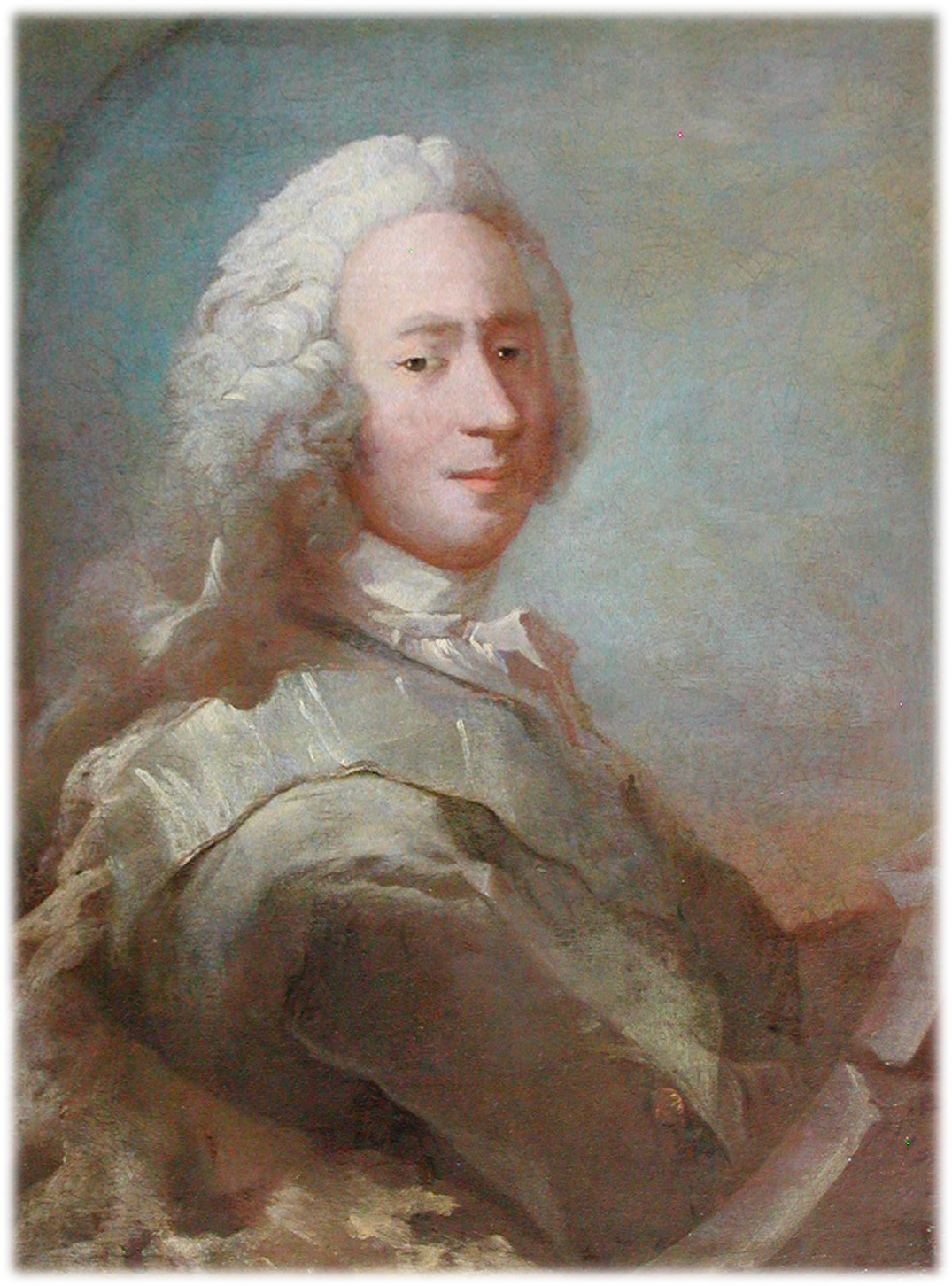
Graf Adam Gottlob von Moltke (1710–1792)

Der Familie wurden mehrere dänische Standeserhöhungen zuteil. So wurde Adam Gottlob von Moltke (1710–1792), aus dem Stamm Strietfeld stammend und auf Gut Walkendorf in Mecklenburg geboren, als königlich dänischer Oberhofmarschall am 31. März 1750 in den dänischen Lehnsgrafenstand erhoben. 1746 erhielt er das Schloss Bregentved bei Haslev auf der dänischen Insel Seeland mit über 6000 ha Wald- und Ackerland zu Lehen. Die auf Adam Gottlob zurückgehende dänische Linie stellte zahlreiche Generäle, Minister und Diplomaten sowie mehrere Premierminister von Dänemark. Heutiger Besitzer von Schloss Bregentved ist Christian Georg Peter Lehnsgraf Moltke (* 1959). Eines der vier Palais der heutigen königlichen Residenz Schloss Amalienborg in Kopenhagen wurde 1754 für Adam Gottlob als Palais Moltke errichtet. Der Premierminister Adam Wilhelm Moltke erwarb 1852 ein weiteres Palais in Kopenhagen, das 1680 errichtete Moltkes Palæ, welches sich bis 1930 im Besitz seines Enkels befand.
Ferner erwarb Adam Gottlob 1762 das Schloss Glorup in Svindinge Sogn und 1766 das Schloss Rygård in Langå Sogn, die sich beide bis heute im Besitz der Grafen Moltke-Huitfeldt befinden. Gemeinsam mit Anhof (1916 verkauft) bildeten sie ab 1793 das Familienfideikommiss Stamhuset Moltkenborg. Graf Léon Moltke-Huitfeldt (1829–1896) war dänischer Botschafter in Paris zu der Zeit, als sein preußischer Vetter Helmuth die Stadt belagerte und den Sturz von Napoléon III. herbeiführte. Léons Sohn, Graf Adam Carl von Moltke-Hvitfeld (1864–1944), heiratete 1896 Louise Eugenie Bonaparte, eine Tochter von Napoleons III. amerikanischem Neffen Jérôme Napoléon Bonaparte-Patterson II. Léon Albin Moltke-Huitfeldt gehörte von 1920 bis 1924 der Regierungskommission des Saargebietes an.
Von 1763 bis 1832 war auch das Schloss Noer in Schleswig-Holstein im Besitz der dänischen Linie und gehörte u. a. dem Grafen Magnus von Moltke, kurzzeitig ferner das Gut Grünholz.

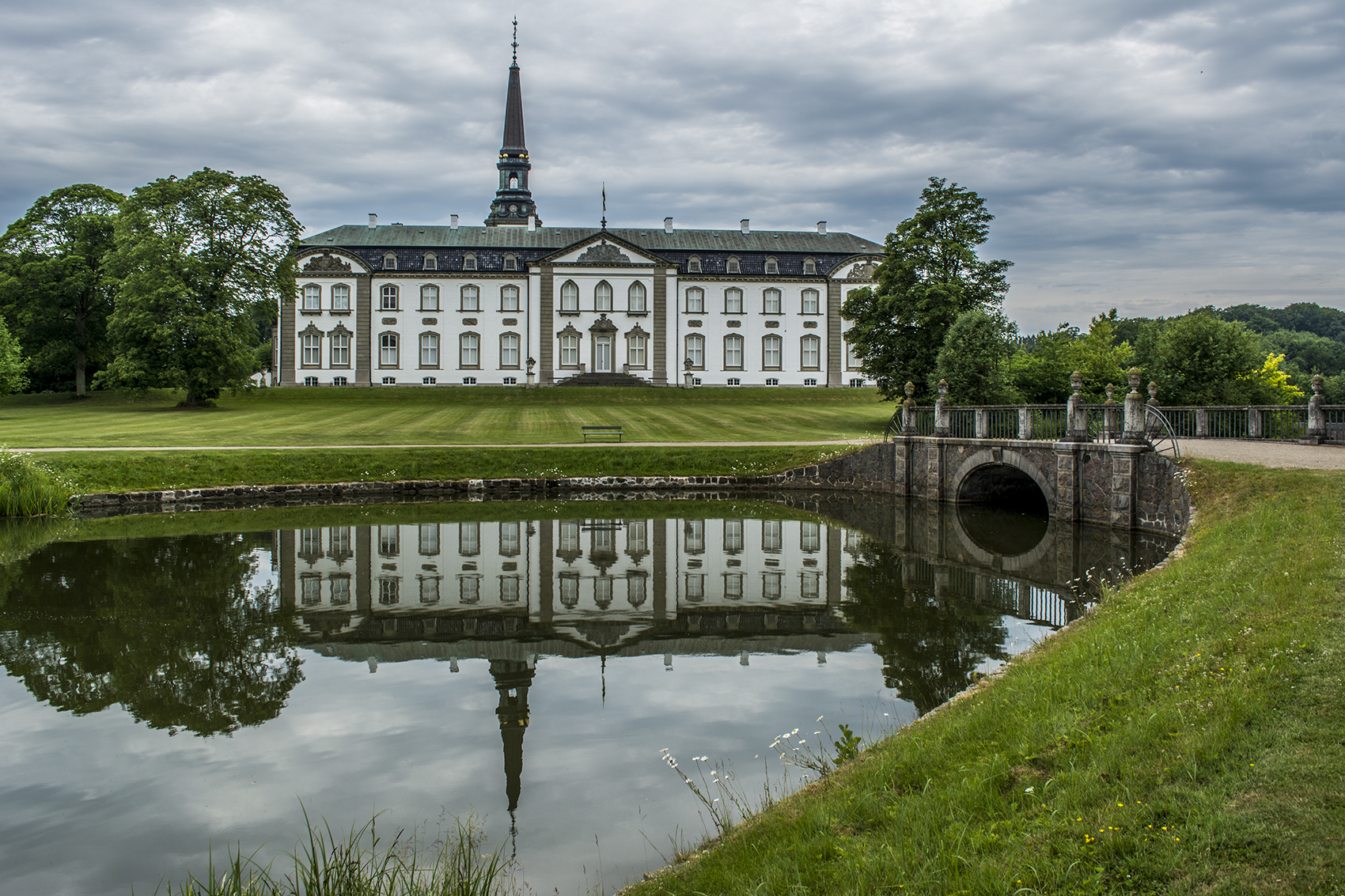
Schloss Bregentved (seit 1746 bis heute im Besitz)
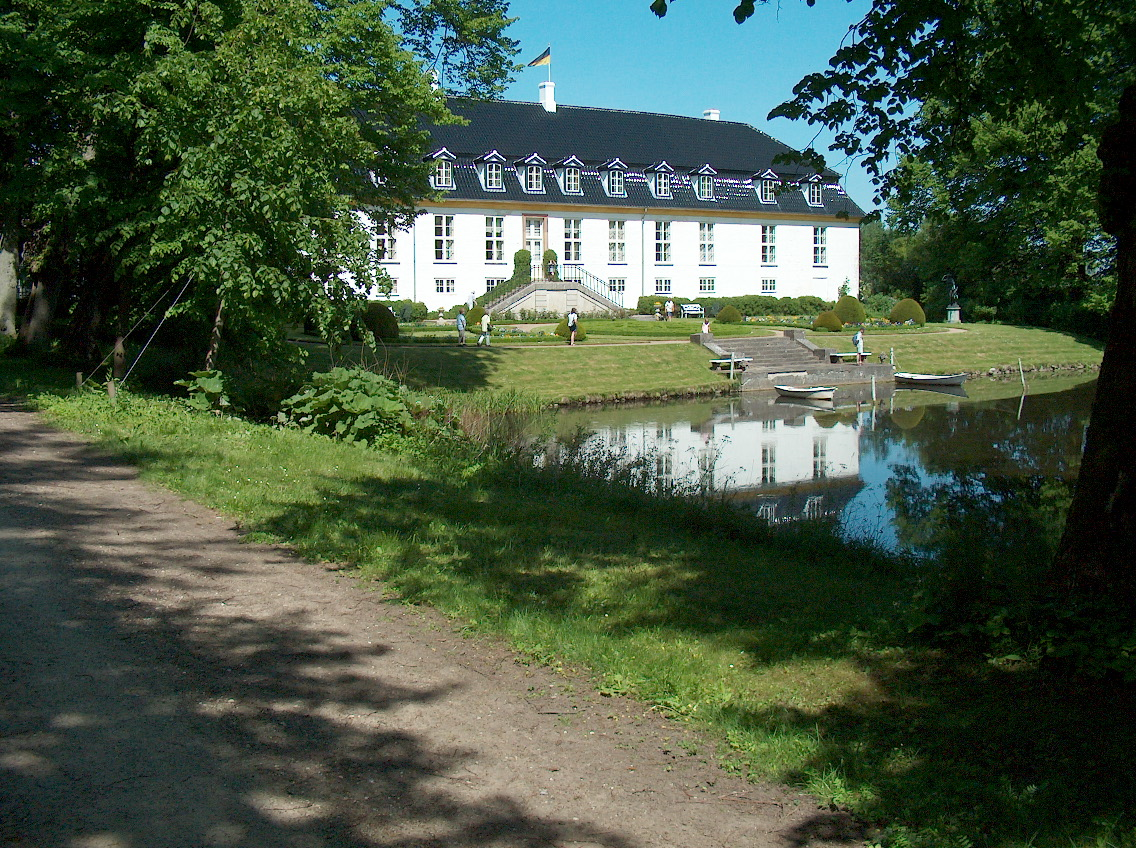
Schloss Glorup (seit 1762 bis heute im Besitz)
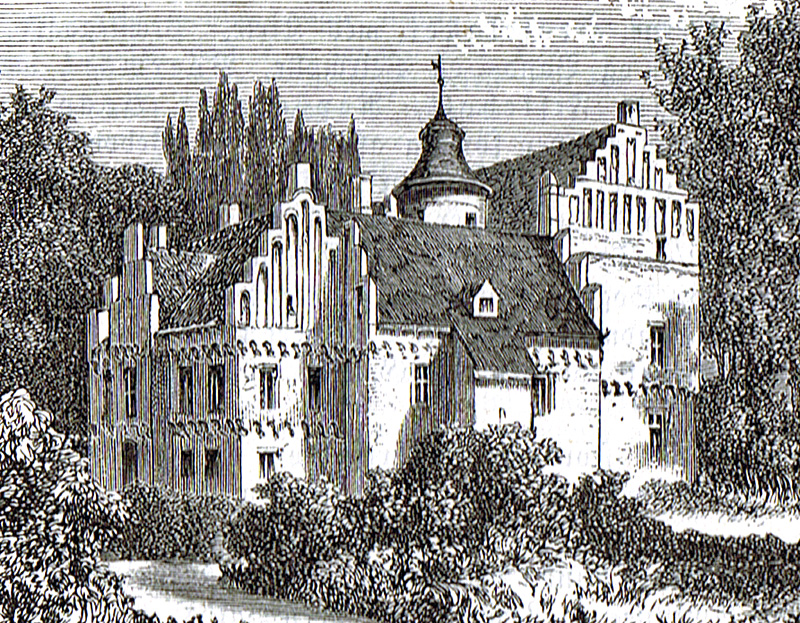
Schloss Rygård (seit 1766 bis heute im Besitz)
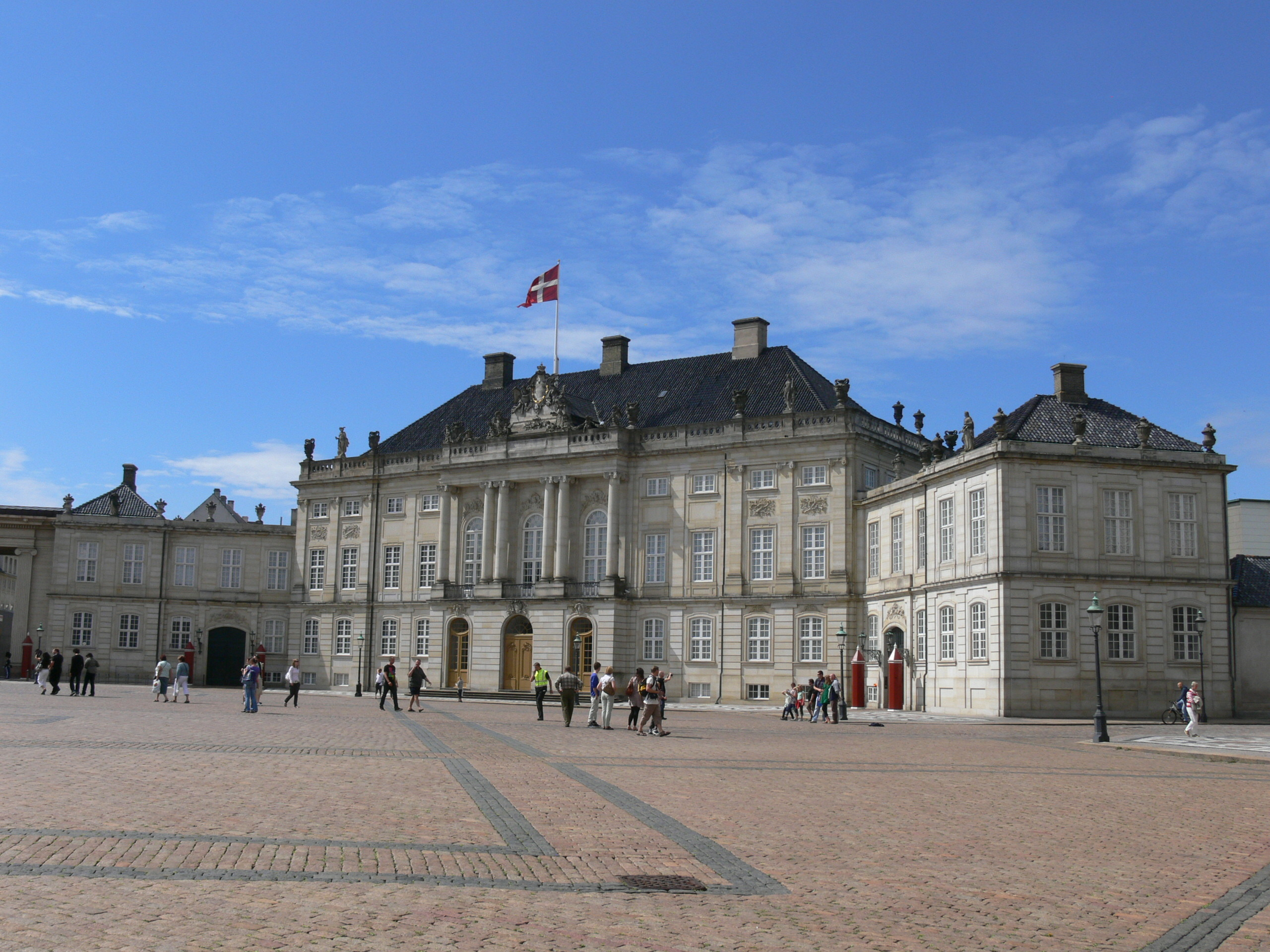
Palais Moltke (Teil von Schloss Amalienborg in Kopenhagen)
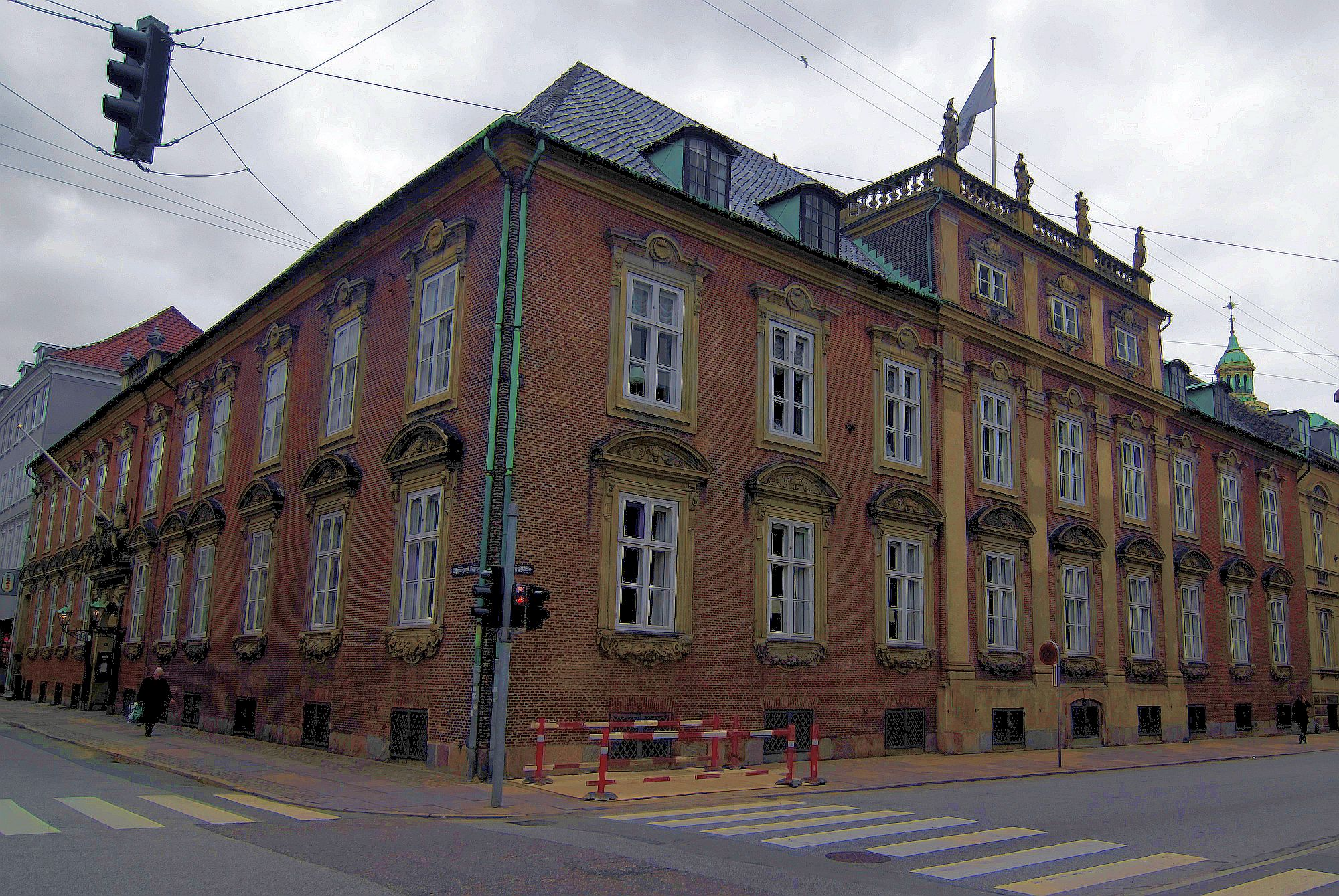
Moltkes Palæ, Kopenhagen

Auf den dänischen General Johann Georg von Moltke (1703–1764), einen Bruder Adam Gottlobs, geht eine weitere dänische Linie zurück, die ebenfalls hohe Offiziere und Minister stellte und bis heute blüht. Einer der Enkel Johann Georgs, Georg Moltke-Rosenkrantz (1786–1846) wurde 1828, unter Namens- und Wappenvereinigung mit den Lehnsbaronen Rosenkrantz, zum Baron Moltke-Rosenkrantz erhoben.
Werner Jasper Andreas von Moltke (1755–1835) aus dem mecklenburgischen Hause Walkendorf (Linie Schorssow) wurde als königlich dänischer Oberpräsident und Amtmann der Färöer (mit Sitz in Kopenhagen) 1834 in den dänischen Lehnsgrafenstand erhoben. Sein Sohn war Graf Ludwig von Moltke.

## Wappen
Das Stammwappen der Familie zeigt in Silber drei (2,1) schwarze Birkhähne. Auf dem Helm mit schwarz-silbernen Decken stehen sowohl sieben als auch acht fächerartig gestellte goldene Spickel, jeder mit einer natürlichen Pfauenfeder besteckt.
- Wappensiegel derer von Moltke von 1296 und 1315 mit Beschreibung, (s. S. 94.), in: Friedrich Crull: Die Wappen der bis 1360 in den heutigen Grenzen Meklenburgs vorkommenden Geschlechter der Mannschaft., in: Jahrbücher des Vereins für Mecklenburgische Geschichte und Altertumskunde, Band (Jahrgang) 52, Schwerin 1887, S. 34–182.

## Bekannte Familienmitglieder

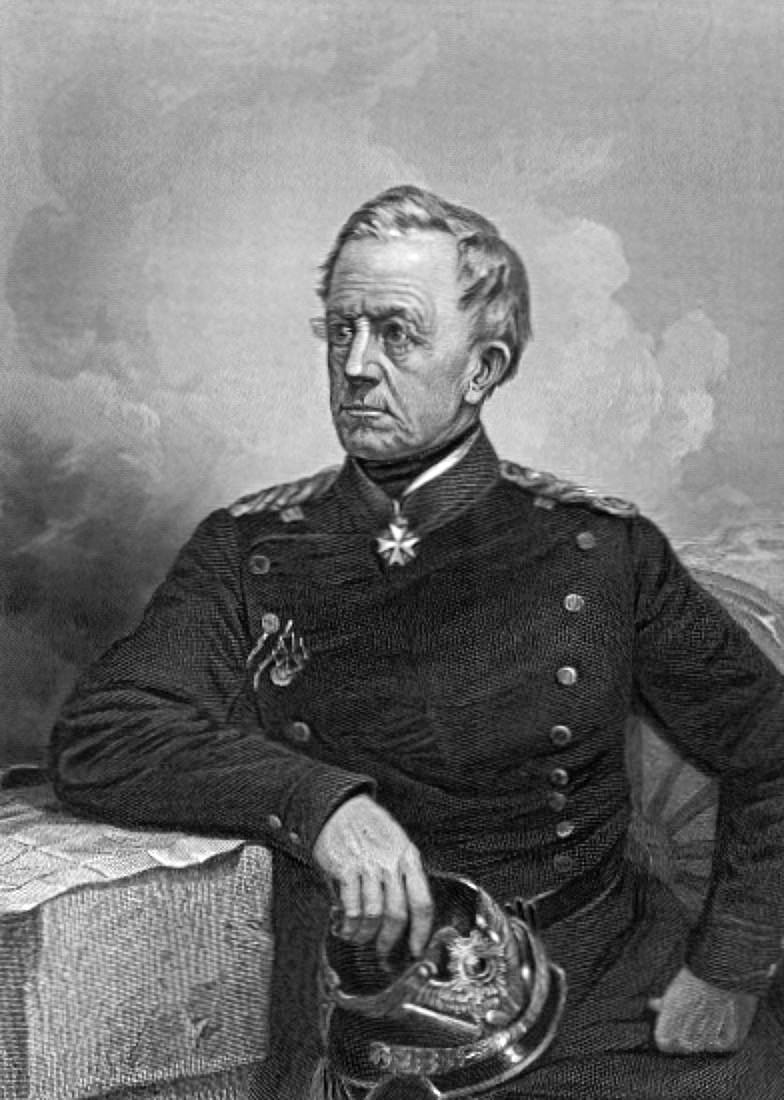
Helmuth Graf von Moltke (1800–1891), preußischer Generalfeldmarschall und Chef des Großen Generalstabs

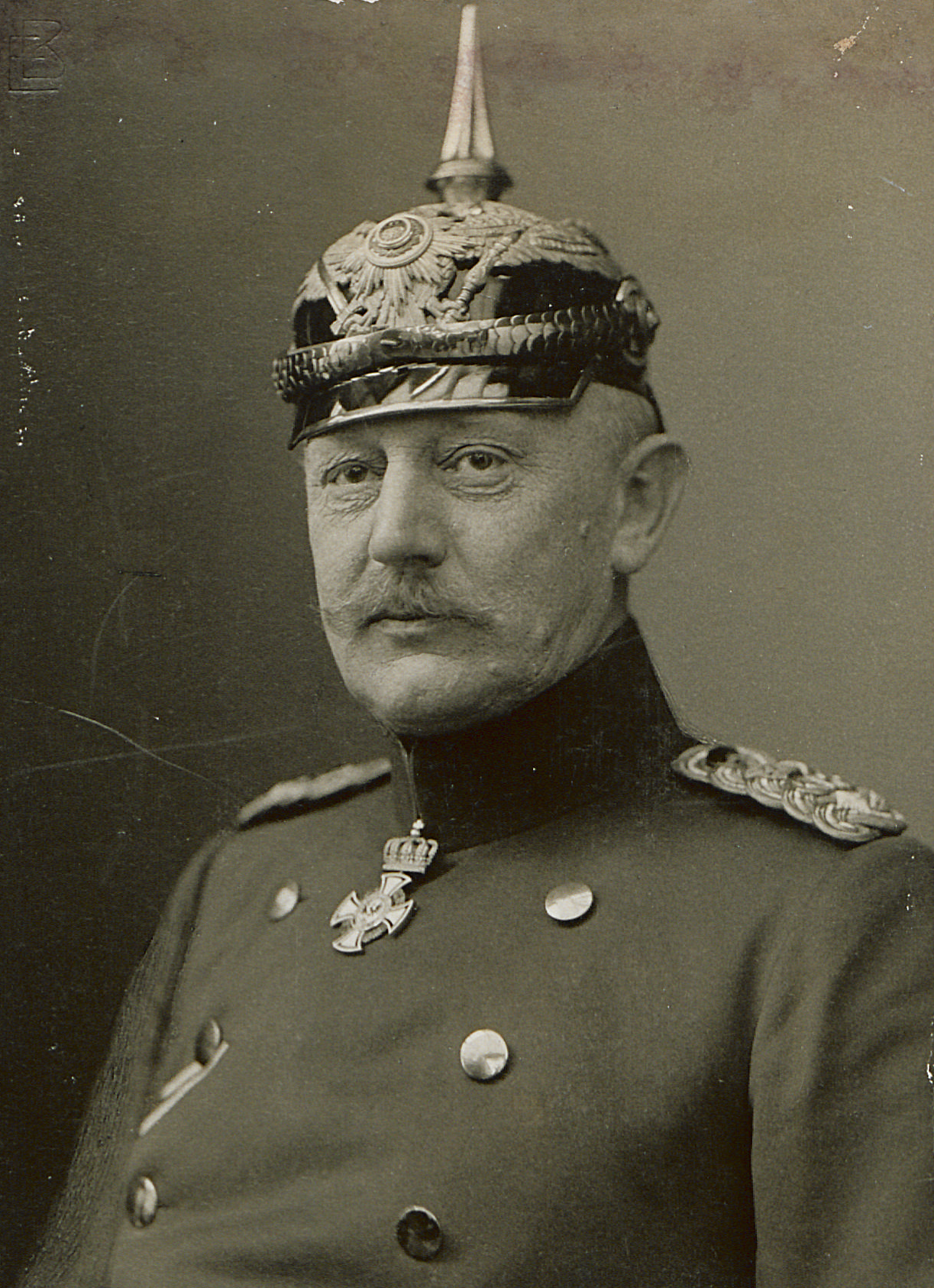
Helmuth von Moltke (1848–1916), genannt Moltke der Jüngere, preußischer Generaloberst und Chef des Großen Generalstabes

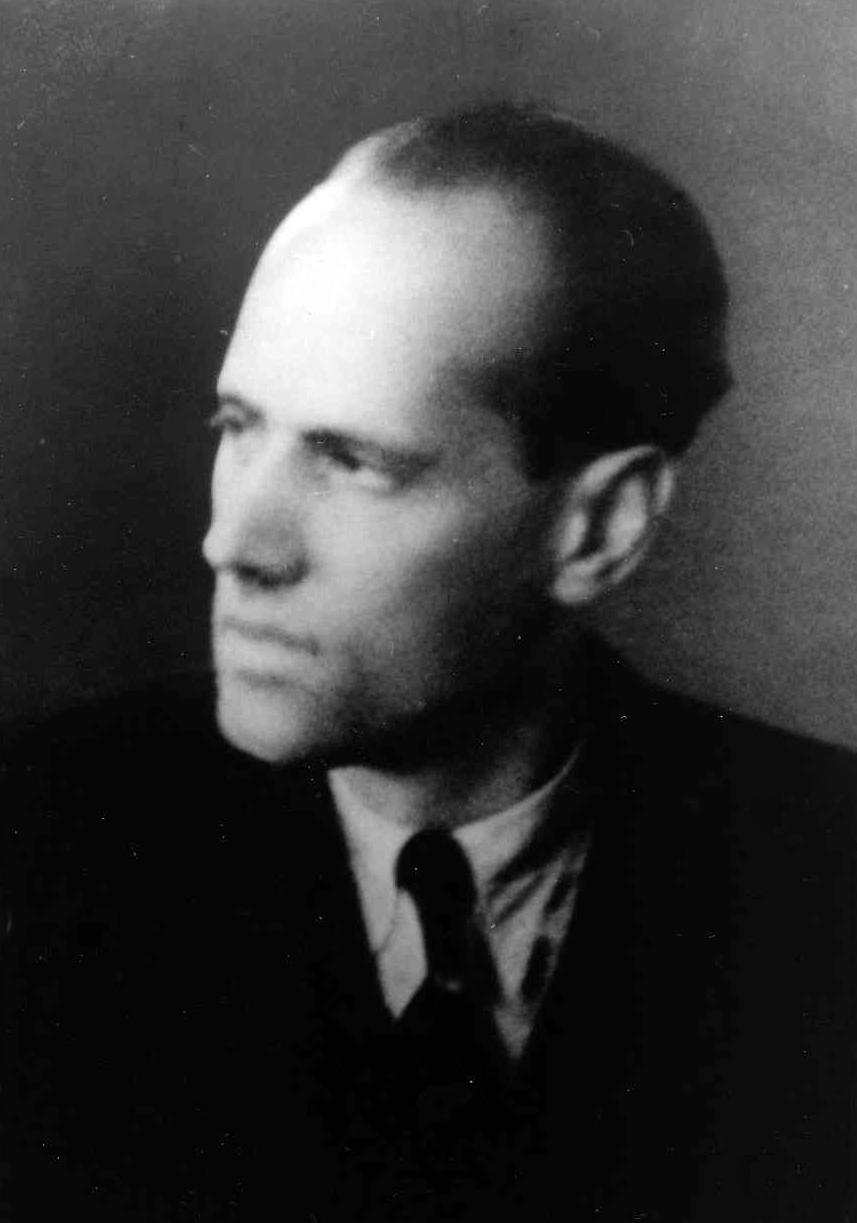
Helmuth James Graf von Moltke (1907–1945), Widerstandskämpfer des Kreisauer Kreises

### Moltke
- Johann Moltke in Toitenwinkel (1271/1309), landesherrlicher Rat, Truchsess
- Johann Moltke in Strietfeld (1318/38), landesherrlicher Rat, Kriegsunternehmer
- Johann Moltke in Strietfeld (1341/64), landesherrlicher Rat, Kriegsunternehmer
- Johann Moltke in Strietfeld (1365/1407), herzoglicher Rat, Kriegsunternehmer
- Friedrich Moltke in Strietfeld (1353/90), herzoglicher Rat, Kriegsunternehmer
- Otto Moltke in Strietfeld (1440/86), mecklenburgischer Landrat
- Ludolf Moltke in Strietfeld (1472/1532), mecklenburgischer Landrat
- Heinrich Moltke in Westenbrügge (1339/96), herzoglicher Rat, Hofrichter

### von Moltke
- Adam Gottlob von Moltke (1710–1792), dänischer Oberhofmarschall am Hof in Kopenhagen
- Friedrich Casimir Sievert von Moltke (1730–1783), Provisor 1773/83 im Klarissenkloster Ribnitz
- Adam Gottlob Detlev von Moltke (1765–1843), deutsch-dänischer Gutsbesitzer, Lyriker und Dichter
- Adam Wilhelm Moltke (1785–1864), dänischer Politiker mecklenburgischer Herkunft, Konzilspräsident (Ministerpräsident) von Dänemark von 1848 bis 1852
- Bertram von Moltke (1961), deutscher Diplomat
- Carin Moltke (ca. 1520–1564), mecklenburgischer Gutsherr auf Toitenwinkel
- Carl Poul Oscar Graf Moltke (1869–1935), dänischer Diplomat und Außenminister
- Erik Moltke, dänischer Kunsthistoriker
- Freya von Moltke (1911–2010), Ehefrau von Helmuth James Graf von Moltke, Widerstandskämpferin gegen den Nationalsozialismus, Schriftstellerin, Juristin
- Friedrich Philipp Victor von Moltke (1768–1845), preußischer Offizier und dänischer General, Vater von Helmuth Karl Bernhard von Moltke und Louis von Moltke und Großvater von Helmuth Johannes Ludwig von Moltke
- Friedrich Adamson von Moltke (1816–1885), deutsch-dänischer Verwaltungsjurist und Regierungspräsident
- Friedrich von Moltke (1852–1927), Oberpräsident von Ostpreußen, preußischer Innenminister, Bruder von Helmuth Johannes Ludwig von Moltke
- Gabriele von Moltke (* 1968), seit 2017 Leiterin der Berliner Abendschau (RBB)[7]
- Graf Friedrich Ludwig von Moltke (1745–1824), letzter Domdechant des Hochstifts Lübeck
- Gebhard von Moltke (1567–1644), mecklenburgischer Gutsbesitzer und Politiker der Wallenstein-Zeit
- Gebhardt von Moltke (1938–2019), deutscher Botschafter
- Hans-Adolf von Moltke (1884–1943), deutscher Botschafter
- Harald Moltke (1871–1960), dänischer Porträt- und Landschaftsmaler, Polarforscher
- Heinrich Karl Leonhard Graf von Moltke (1854–1922), Kaiserlicher deutscher Vizeadmiral
- Helmuth James Graf von Moltke (1907–1945), Widerstandskämpfer im Dritten Reich, Urgroßneffe von Helmuth Karl Bernhard Graf von Moltke
- Helmuth Johannes Ludwig von Moltke (1848–1916), preußischer Generaloberst und Chef des Großen Generalstabes, Neffe von Helmuth Karl Bernhard Graf von Moltke
- Helmuth Karl Bernhard von Moltke (1800–1891), preußischer Generalfeldmarschall und Chef des Großen Generalstabs
- James von Moltke (* 1969), Mitglied des Vorstands der Deutschen Bank
- Joachim von Moltke (1891–1956), NS-Funktionär und Mitglied des Reichstages (1942–1945)
- Joachim Friedrich von Moltke (1618–1677), deutscher Jurist und letzter Erbherr auf Toitenwinkel
- Joachim Wolfgang von Moltke (1909–2002), Bruder von Helmuth James Graf von Moltke, Direktor der Kunsthalle Bielefeld
- Karl von Moltke (General) (1787–1853), österreichischer Feldmarschall-Leutnant
- Karl von Moltke (1798–1866), dänischer Minister
- Konrad von Moltke (1861–1937), deutscher Generalmajor
- Kuno von Moltke (1847–1923), Generalleutnant, Stadtkommandant von Berlin
- Ludwig Graf Moltke (1790–1864), dänischer Diplomat und Amtmann
- Louis von Moltke (1805–1889), dänisch-deutscher Verwaltungsjurist, Regierungsrat im Herzogtum Lauenburg, Bruder von Helmuth Karl Bernhard Graf von Moltke
- Magnus von Moltke (1783–1864), schleswig-holsteinischer Jurist und Politiker
- Maximilian Leopold Moltke (1819–1894), Dichter des Siebenbürgenliedes
- Otto von Moltke (1847–1928), Offizier, Politiker und Klosterprobst in Uetersen (1891–1912)
- Otto Joachim Moltke (1770–1853), dänischer Staatsminister und Ministerpräsident 1824–1842
- Paul Friedrich von Moltke (1786–1846), russischer Diplomat
- Philipp Ludwig von Moltke, Oberkommandierender am 9. Juli 1745 im Gefecht bei Melle[8] im österreichischen Erbfolgekrieg, kaiserlicher Generalfeldmarschall
- Werner Jasper Andreas von Moltke (1755–1835), dänischer Amtmann der Färöer-Inseln
- Werner von Moltke (1936–2019), deutscher Leichtathlet und Sportfunktionär
- Wilhelm von Moltke (1845–1905), preußischer Generalleutnant und Mitglied des Herrenhauses

## Weitere Literatur
- Urte von Berg: Dorothy von Moltke. Eine Biographie, Wallstein, Göttingen 2020. (e) ISBN 978-3-83534-502-7. PDF Auszug